# Stijn Deckers
Stijn Deckers (31 januari 1996) is een Belgische aanvaller die uitkomt voor Lommel United.
Stijn is een jeugdproduct van Lommel United en werd tijdens het seizoen 2014/2015 toegevoegd aan de A-kern.

## Statistieken
| Seizoen         | Club              | Competitie           | Competitie | Competitie | Play-offs | Play-offs | Beker | Beker | Totaal | Totaal |
| Seizoen         | Club              | Competitie           | Wed.       | Dlp.       | Wed.      | Dlp.      | Wed.  | Dlp.  | Wed.   | Dlp.   |
| --------------- | ----------------- | -------------------- | ---------- | ---------- | --------- | --------- | ----- | ----- | ------ | ------ |
| 2014-2015       | Lommel United     | Tweede klasse        | 6          | 0          | 3         | 0         | 2     | 0     | 11     | 0      |
| 2015-2016       | Lommel United     | Tweede klasse        | 8          | 1          | 0         | 0         | 0     | 0     | 8      | 1      |
| 2016-2017       | FC Esperanza Pelt | Derde amateurs VFV B | 0          | 0          | 0         | 0         | 1     | 0     | 1      | 0      |
| Carrière totaal | Carrière totaal   | Carrière totaal      | 14         | 1          | 3         | 0         | 3     | 0     | 20     | 1      |